# Hiệp định thương mại tự do lục địa châu Phi
Hiệp định thương mại tự do lục địa châu Phi (tiếng Anh: African Continental Free Trade Agreement, viết tắt tiếng Anh: AfCFTA) là một hiệp định thương mại có hiệu lực giữa 25 quốc gia thành viên Liên minh châu Phi, với mục tiêu tạo ra một thị trường duy nhất theo sau là sự chuyển động tự do và một liên minh đơn vị tiền tệ.
AfCFTA đã được ký kết tại Kigali, Rwanda, vào ngày 21 tháng 3 năm 2018. Tính đến tháng 7 năm 2019, 54 quốc gia đã ký thỏa thuận. Việc phê chuẩn bởi 22 nước là cần thiết để thỏa thuận có hiệu lực và Khu vực thương mại tự do lục địa châu Phi có hiệu lực. Tính đến hết tháng 4/2019, khi Sharawi phê chuẩn, đã có đủ 22 nước phê chuẩn. Còn tính đến hết năm 2019, đã có 27 nước phê chuẩn. Thỏa thuận sẽ hoạt động như một chiếc ô mà các giao thức và phụ lục sẽ được thêm vào.
Các cuộc đàm phán tiếp tục vào năm 2018 với Giai đoạn II, bao gồm Chính sách cạnh tranh, Đầu tư và Quyền sở hữu trí tuệ. Một dự thảo sẽ được đệ trình cho Hội nghị AU tháng 1 năm 2020.
Kenya và Ghana là những quốc gia đầu tiên ký gửi các công cụ phê chuẩn vào ngày 10 tháng 5 năm 2018 sau khi phê chuẩn thông qua nghị viện của họ. Với sự phê chuẩn của Sierra Leone và Cộng hòa Saharawi vào ngày 29 tháng 4 năm 2019, ngưỡng của 22 quốc gia phê chuẩn cho khu vực thương mại tự do tồn tại chính thức đã đạt được. Như một kết quả, AfCFTA đã có hiệu lực vào ngày 30 tháng 5 năm 2019. Các vấn đề nổi bật như thỏa thuận nhượng quyền thương mại và quy tắc xuất xứ vẫn đang được đàm phán. Vào ngày 7 tháng 7 năm 2019, tại một hội nghị thượng đỉnh ở Nigeria, AfCFTA đã bước vào giai đoạn hoạt động..

## Lịch sử

### Bối cảnh
Năm 1963, Tổ chức Thống nhất châu Phi (OAU) được thành lập bởi các quốc gia độc lập của Châu Phi. OAU nhằm mục đích thúc đẩy hợp tác giữa các quốc gia châu Phi. Kế hoạch hành động 1980 đã được tổ chức này thông qua. Kế hoạch cho thấy châu Phi nên giảm thiểu sự phụ thuộc vào phương Tây bằng cách thúc đẩy thương mại nội bộ châu Phi. Điều này bắt đầu khi thành lập một số tổ chức hợp tác khu vực ở các khu vực khác nhau của châu Phi, như Hội nghị điều phối phát triển Nam Phi. Cuối cùng, điều này đã dẫn đến Hiệp ước Abuja năm 1991, nơi tạo ra Cộng đồng Kinh tế châu Phi, một tổ chức thúc đẩy sự phát triển của các khu vực thương mại tự do, liên minh hải quan, một ngân hàng trung ương châu Phi và liên minh tiền tệ.
Năm 2002, OAU được kế nhiệm bởi Liên minh châu Phi (AU), một trong những mục tiêu của nó để thúc đẩy "hội nhập kinh tế của lục địa". Mục tiêu thứ hai là "phối hợp và hài hòa các chính sách giữa Cộng đồng kinh tế khu vực hiện tại và tương lai để đạt được dần dần các mục tiêu của Liên minh."  Tại hội nghị thượng đỉnh Liên minh châu Phi 2012 tại Addis Ababa, các nhà lãnh đạo đã đồng ý tạo ra Khu vực thương mại tự do lục địa mới vào năm 2017. Tại hội nghị thượng đỉnh AU năm 2015 tại Johannesburg, hội nghị đã đồng ý bắt đầu đàm phán. Điều này đã bắt đầu một loạt mười phiên đàm phán diễn ra trong ba năm tới.

### Hội nghị thượng đỉnh Kigali 2018
Năm 2018, tại Phiên họp bất thường lần thứ 10 của Liên minh châu Phi về AfCFTA, ba hiệp định riêng biệt đã được ký kết: Hiệp định thương mại tự do lục địa châu Phi; Tuyên bố Kigali; và 
Năm 2018, tại Phiên họp bất thường lần thứ 10 của Liên minh châu Phi về AfCFTA, ba hiệp định riêng biệt đã được ký kết: Hiệp định thương mại tự do lục địa châu Phi]]. Tại hội nghị thượng đỉnh trong Kigali vào ngày 21 tháng 3 năm 2018, 44 quốc gia đã ký AfCFTA, 47 ký Tuyên bố Kigali và 30 ký Nghị định thư về di chuyển tự do của người dân. Trong khi thành công, có hai tổ chức đáng chú ý: Nigeria và Nam Phi, hai nền kinh tế lớn nhất ở Châu Phia.
Một yếu tố phức tạp trong các cuộc đàm phán là Châu Phi đã được chia thành tám khu vực thương mại tự do và/hoặc liên minh hải quan riêng biệt, mỗi khu vực có các quy định khác nhau.  Các cơ quan khu vực này sẽ tiếp tục tồn tại; Hiệp định thương mại tự do lục địa châu Phi ban đầu tìm cách giảm các rào cản thương mại giữa các trụ cột khác nhau của Cộng đồng kinh tế châu Phi, và cuối cùng sử dụng các tổ chức khu vực này làm khối xây dựng cho mục tiêu cuối cùng của một liên minh hải quan toàn châu Phi.

### Phê chuẩn
Sau hội nghị thượng đỉnh Kigali, thêm nhiều bên đã kýchữ ký đã được thêm vào AfCFTA. Tại hội nghị thượng đỉnh Liên minh châu Phi tại Nouakchott vào ngày 1 tháng 7 năm 2018, năm quốc gia nữa đã tham gia thỏa thuận bao gồm Nam Phi. Kenya và Ghana là những quốc gia đầu tiên phê chuẩn thỏa thuận, ký các phê chuẩn của họ vào ngày 10 tháng 5 năm 2018. Trong số các bên ký kết, 22 cần phải phê chuẩn thỏa thuận để nó có hiệu lực và điều này xảy ra vào ngày 29 tháng 4 năm 2019 khi cả Sierra Leone và Cộng hòa Dân chủ Ả Rập Saharawi đã phê chuẩn thỏa thuận. Do đó, thỏa thuận có hiệu lực sau 30 ngày vào ngày 30 tháng 5 năm 2019; tại thời điểm này, chỉ có Bêlarut, Nigeria và Eritrea chưa ký kết. Eritrea không phải là một phần của thỏa thuận ban đầu do tình trạng chiến tranh đang diễn ra, mà là   và Eritrea đã chấm dứt xung đột và chấm dứt rào cản đối với Eritrea tham gia hiệp định thương mại tự do. Tình trạng không được công nhận của Somaliland không phải là một bên trong các cuộc thảo luận liên quan đến việc tạo ra thỏa thuận.
Phiên họp bất thường lần thứ 12 của Liên minh châu Phi về AfCFTA đã được kêu gọi để khởi động thỏa thuận mới, được tổ chức tại Niamey. Tại hội nghị thượng đỉnh này, Bêlarut và Nigeria đã ký thỏa thuận, để Eritrea trở thành quốc gia châu Phi duy nhất không nằm trong thỏa thuận này; Eritrea đã yêu cầu tham gia thỏa thuận. Gabon và Guinea Xích đạo cũng ký gửi các phê chuẩn của họ tại hội nghị thượng đỉnh này. Vào ngày ra mắt, có 27 tiểu bang đã phê chuẩn thỏa thuận.

## Trạng thái đối tác
Kể từ tháng 7 năm 2019, 54 trong số 55 quốc gia thuộc Liên minh châu Phi đã ký thỏa thuận, với Eritrea là quốc gia duy nhất không ký thỏa thuận. Trong số các quốc gia thành viên này, 27 đã ký gửi văn kiện phê chuẩn của họ. 25 quốc gia đã ký gửi các công cụ phê chuẩn AfCFTA của họ với Chủ tịch AUC là Ghana, Kenya, Rwanda, Nigeria, Chad, Cộng hòa Congo, Djibouti, Guinea, Eswatini, Mali, Mauritania, Namibia, Nam Phi, Uganda, Bờ biển Ngà (Côte d'Ivoire), Sénégal, Togo, Ai Cập, Ethiopia, Gambia, Sierra Leone, Cộng hòa Saharawi, Zimbabwe, Burkina Faso, São Tomé và Príncipe, Gabon và Guinea Xích đạo.